# Steel (comics)
 (février 2023).
Si vous disposez d'ouvrages ou d'articles de référence ou si vous connaissez des sites web de qualité traitant du thème abordé ici, merci de compléter l'article en donnant les références utiles à sa vérifiabilité et en les liant à la section « Notes et références ».
Pour l’article ayant un titre homophone, voir Steele.
Pour les articles homonymes, voir Man of Steel (homonymie).
Le Dr. John Henry Irons est le 3e héros connu sous le nom de Steel, c'est un personnage fictif de DC Comics. Il est également connu sous le nom de Man of Steel (l'homme d'acier). Il a été créé par Louise Simonson et Jon Bogdanove et est apparu dans Adventures of Superman #500, ils se sont inspirés du héros afro-américain John Henry et de Superman pour le créer.

## Histoire du personnage

### La mort de Superman: L'Homme d'Acier
Dr John Henry Irons était un brillant ingénieur d'armes, mais il fut dégouté de voir que le BG-60, un homme-canon qu'il avait conçu, fut utilisé pour tuer des personnes innocentes après être tombé dans de mauvaises mains. Comme la société le contraint à rester, John feint sa mort et arrive à Metropolis. Travaillant comme constructeur sur un gratte-ciel, il tombe de ce gratte-ciel en empêchant un ami de connaitre le même sort, sa vie fut sauvée par nul autre que Superman. Lorsque John Irons lui demande comment lui prouver sa gratitude, Superman lui dit « live a life worth saving. » Lors du combat fatal de Superman face à Doomsday, Irons tente d'aider Superman en prenant un marteau, mais il fut enterré sous les décombres au milieu de la dévastation. Peu de temps après la mort de Superman, il se réveille et, constatant les dégâts, il dit qu'il « doit arrêter Doomsday ».
Il a récupéré, mais il découvre que les bandes criminelles de Metropolis ont été massacrées par le BG-80 Toastmasters, une version améliorée de sa précédente invention. Irons crée et revêt une armure indestructible faite d'acier inoxydable (similaire à celle du héros de Marvel Iron Man) en rajoutant à son armure quelques détails à la mémoire de Superman (la cape et le S sur sa poitrine par exemple).
Durant le Règne des Supermen, il est souvent appelé « Man Of Steel » (l'Homme d'Acier) pour le différencier des autres Supermen, ce sera abrégé en Steel par Superman lui-même.
Chose intéressante, bien que Steel n'ait jamais prétendu être le vrai Superman (contrairement à certains autres Superman), Lois Lane a sérieusement envisagé qu'il s'agissait d'une réincarnation de Superman. Lois a rencontré les quatre Superman apparus après la mort de Superman, et même si elle n'a jamais conclu que l'un d'eux ait été le vrai Superman, elle était moins sceptique pour Steel que pour les autres.

### Série solo Steel
Steel a été diffusé dans une série solo, écrit par la créatrice co-créatrice Louise Simonson et plus tard par Christopher Priest, de 1994 à 1998.
La série a commencé cinq après le départ de Steel de Metropolis pour rentrer chez lui à Washington D.C. Il croit à tort que ses anciens employeurs, AmerTek, ne s'intéresseraient plus à lui. Cela s'est révélé faux lorsqu'ils ont attaqué sa maison. Entre cette attaque et sa connaissance que les Toastmasters étaient maintenant utilisés dans les rues de D.C., il a renforcé son armure (il était maintenant plus fort que jamais); Il a commencé sa croisade contre AmerTek, qu'il savait responsable de la fuite des armes dans la rue. Steel a décidé de ne pas utiliser l'emblème "S", cependant, puisqu'il a estimé que sa bataille pourrait le prendre en dehors de la loi.
La famille de Steel a été introduite dans cette série : ses grands-parents, Butter et Bess, sa belle-sœur Blondell et ses cinq enfants (Jemahl, Natasha, Paco, Tyke et Darlene, les deux derniers étant des enfants nourriciers). [Steel #1 (February 1994)]
Les premières aventures de Steel l'ont opposé à AmerTek et les gangs qui utilisaient ses armes. Son neveu, Jemahl, était impliqué dans l'une des gangs, ce qui, selon lui, lui offrait une protection. Il a prouvé que c'était faux, cependant, lorsque les gangs se sont retournés contre lui pour arriver à Steel. Tyke était paralysé par une balle destinée à Jemahl et Blondell a été agressée. Steel a finalement retiré AmerTek et les gangs, et s'est concentré sur qui aidait AmerTek à distribuer les armes. Cela l'a conduit à retrouver un groupe appelé Black Ops, dirigé par le méchant Hazard. [Steel #2-8 (March–September 1994)]
Steel s'est rapidement joint à Maxima, qui était toujours sur Terre à l'époque et travaillant avec la Justice League, pour l'aider avec un seigneur de guerre étranger nommé De'cine. Pendant ce temps, Steel a développé la possibilité de se téléporter sur son armure. Au début, il semblait purement par réflexe (chaque fois qu'il était en danger mortel), mais il commença bientôt à mieux le contrôler, bien qu'il n'ait pas compris comment ca se passe. [Steel #11-13 (December 1994 – February 1995)]
Steel a continué sa bataille contre Hazard, Black Ops et contre le retour du White Rabbit. Un chasseur de primes appelé Chindi a tenté de contrer Steel, mais après avoir réalisé que Hazard faisait des expériences sur des enfants, il a fini par être un allié de Irons. [Steel #14-19 (March–August 1995)] Il a été appelé loin de la Terre dans le cadre du Superman "Rescue Squad" lorsque Superman a été jugé pour la destruction de Krypton. [Steel #22 (November 1995) - A crossover with the regular Superman titles.]
La tragédie frappe la famille Irons à son retour de l'espace. Tyke, frustré et en colère contre son handicap, a trahi la véritable identité de John Henry aux hommes qui travaillent avec Hazard. Hazard a déclenché un cyborg appelé Hardwire, qui a ouvert le feu sur la famille Irons. La plupart d'entre eux ont subi des blessures mineures, mais Butter a été grièvement blessé. Les services de protection de l'enfance sont venus réclamer Tyke et Darlene. Tyke plus tard a fini sous la garde de Hazard. Hardwire a combattu Steel au Washington Monument, ce qui a entraîné le suicide de Hardwire. Steel a dû renvoyer son armure pour sauver sa vie, ce qui a révéler son identité secrète au monde entier. Steel a ensuite été pris par Hazard, mais a réussi à s'échapper. Steel a récupéré une arme anti-matière appelée l'Annihilator, qu'il avait conçu et caché des années auparavant, pour son affrontement avec Hazard. Il a également appris à ce sujet qu'il pouvait se téléporter lui-même, pas seulement son armure. Il a détruit Hazard et son repaire, et a apparemment tué trois jeunes soldats de Hazard dans la bataille. [Steel #23-27 (December 1995 – April 1996)]
Une fois que l'identité de Steel était révélée, sa famille n'avait pas de répit. Ils ont été harcelés par des voisins et des foules. Ensuite, ils ont été attaqués par le docteur Polaris, Parasite et d'autres. La grand-mère aimée de John Henry, Bess, a été tuée et la famille a été obligée de se cacher, relogée par un ami de Steel appelé Double. [Steel #28-29 (May–June 1996)]
Steel a appris que les trois agents de Black Ops n'étaient pas vraiment tués. Ils l'ont brièvement rencontré en luttant contre une forme monstrueuse et animée de son armure qui l'a attaqué. Steel a spéculé que l'armure a pris vie en raison de sa propre culpabilité et des étranges effets de téléportation. Il a réussi à bannir le monstre et à rappeler sa véritable armure. [Steel #30-31 (July–August 1996)]
Le titre a reçu une secouse lorsque Christopher Priest est devenu l'écrivain principal pour le numéro 34. Steel a déménagé à Jersey City, New Jersey avec Natasha et a commencé à travailler au Garden State Medical Center. Il a construit un nouveau costume d'armure qui était nettement moins puissant que le précédent (mais il avait le retour d'un bouclier "S"). Alors que dans Jersey City, il s'est affronté avec Dennis Samuel Ellis, un résident de Garden State Medical et rival pour les affections d'un autre collègue, Amanda Quick. L'administrateur de l'hôpital et chef de gang Arthur Villain a recruté Ellis pour devenir son garde du corps personnel. Compte tenu d'un costume avec plusieurs armes cachées, Ellis a adopté le nom "Skorpio" et est devenu un ennemi récurrent pour Steel. Finalement, Steel a été réunie avec son frère Clay, un tueur que tout le monde a supposé coupable. Clay a pris l'alias "Crash" et a réussi à acquérir une paire de bottes de Steel avant de changer de camp pour sauver sa fille Natasha lorsqu'elle avait besoin d'une transfusion sanguine. La série a été annulée après le numéro 52, qui a présenté à Steel l'hôpital après le démasquage de son ancien coordinateur, le Dr Villain (prononcé «Will-hane»).

### Worlds Collide
Au cours de la série de croisements Worlds Collide entre DC et Milestone Media, Steel a rencontré Hardware équivalent Milestone. Chaque héros a remis en question les motivations de l'autre, Steel croyait Hardware est trop rebelle et Hardware croyait que Steel est trop confiant et naïf.

### La Ligue des Justiciers et Steel
Steel fut recruté par la Ligue de justice d'Amérique comme membre en raison de la préoccupation de Batman qui pensait que la Ligue était déjà au sommet côté "muscles" mais avait besoin de plus de penseurs. Lors de son passage dans la ligue, Steel joue un rôle crucial dans la défaite d'ennemis tels que Prometheus et Queen Bee. Il a même été le chef d'une équipe réserve composée de Huntress, Barda, Plastic Man et Zauriel. Après la bataille contre Mageddon, il a cessé d'être un membre à temps plein dans la Ligue, mais il est resté comme allié pendant un certain temps. Il redevient un membre régulier après avoir déménagé à Metropolis avec Natasha Irons pour créer sa propre aciérie. Il révèle également qu'il a connu l'identité de Superman, ils deviennent partenaires et il aide Superman à construire une nouvelle Forteresse de la Solitude.
Steel s'est retiré du service durant la guerre d'Imperiex après avoir été blessé alors qu'il portait le Entropy Aegis, une armure alien crée sur la planète du mal: Apokolips.

### Retraite
Durant sa retraite, Irons fabrique une armure pour sa nièce Natasha Irons, qui est devenu la nouvelle Steel. Bien qu'il ne participait plus activement à la lutte contre le crime, il resta un allié important de Superman.

### 52
John Henry Irons a revêtu son armure à la suite de la bataille de Metropolis lors de Infinite Crisis. Avec la plupart des héros unis de la Terre, Steel a aidé à vaincre la Société secrète des Super-Villains à Metropolis, mais il est devenu amer avec la vie et un narcissisme perçu dans la communauté des super-héros de la Terre. Après la catastrophe, John appuya sa nièce Natasha dans un argument dans lequel il l'empêchait de quitter Metropolis pour rejoindre les Teen Titans. John a refusé de la laisser partir et lui a ordonné de continuer à recueillir tous les débris de la ville, ce qui a abouti à la destruction de son armure en dépit.
Il a plus tard identifié un cadavre récemment découvert comme celui d'un Lex Luthor d'un univers parallèle, Alexander Luthor, Jr., qui exonère le vrai Lex Luthor de tous ses crimes récents.
Une semaine plus tard, dans ses installations de Steelworks, John Henry semblait halluciné en raison des effets d'une toxine métabolique inconnue. Sa chair semblait être au milieu d'un transformation en métal juste avant l'explosion du laboratoire.
Trois jours plus tard, Steel, à nouveau porté son armure, a été appelé par le docteur Mid-Nite pour l'aider avec les héros blessés à revenir de l'espace après la crise. Il a utilisé Pseudocytes pour aider à la récupération de Mal Duncan.
Avec l'aide de Kala Avasti de S.T.A.R. Labs, John a appris qu'il avait été injecté avec une petite dose de la nouvelle thérapie exo-gène de Lex Luthor, ce qui faisait muter sa peau en acier inoxydable et revenir à nouveau. Il est retourné à Steelworks pour trouver Natasha tentant, et à défaut, de construire un nouveau costume. Ignorant la vérité, elle l'a accusé d'hypocrisie pour avoir accepté le traitement exo-gène de Lex.
Trois jours et deux nuits plus tard, Irons est apparu, transformé en un homme d'acier vivant (semblable au personnage de Legion de DC, Ferro Lad et au Colossus de personnage de Marvel) lors d'une soirée tenue par Lex Luthor. En colère, il a attaqué Luthor, exigeant de voir Natasha et menaçant ou mettant en danger quiconque s'interposera. Cependant, Natasha elle-même est apparue pour arrêter John avant qu'il ne puisse tuer Luthor. Natasha a battu d'un seul coup le John enragé jusqu'à ce qu'il vienne à ses sens. Il a admis que Natasha avait raison de l'empêcher de tuer Luthor, mais a soutenu qu'il avait raison aussi. Il a ensuite demandé à Natasha de «renoncer, rentrer à la maison». Natasha a répondu en frappant John à plusieurs reprises et l'envoyant voler dans la baie de Metropolis.
Il réapparut plusieurs semaines plus tard, ayant construit une nouvelle armure pour Natasha, pour compenser son comportement envers elle, mais a eu une crise émotionnelle en se rendant compte qu'il était trop tard pour réparer.
Il est retourné plus tard pour sauver des vies et a découvert à Kala que la thérapie exo-génétique permettait à Luthor de supprimer les pouvoirs qu'il avait reçu. Il a ensuite partagé ses soupçons avec les Teen Titans et un ancien sujet de test qui avait perdus ses pouvoirs.
En examinant le projet Everyman sur le Thanksgiving avec le docteur Mid-Nite, Beast Boy et Kala, John a découvert que sa peau métallique se détachait et se rendit compte que la thérapie exo-gène n'a accordé de pouvoirs que pendant un temps limité avant de disparaître complètement.
Dans 52 semaine 40, après la capture de Natasha par Luthor, Irons, dans son armure complète, a dirigé les Teen Titans - Raven, Beast Boy, Aquagirl et Offspring - dans un assaut ouvert contre LexCorp. Après avoir vaincu les gardes de robots armés et Infinity, Inc., Irons, avec son armure détruite, a engagé Luthor dans la bataille. Mais Luthor, ayant acquis des capacités similaires à celle de Superman, frappe Irons. Natasha a utilisé le marteau de Irons pour créer une impulsion électromagnétique qui a fermé l'exo-gène de Luthor, et John Henry l'a vaincu. [52 Week 40 (February 7, 2007)]
Dans 52 semaine 47, John Henry et Natasha ont rétabli Steelworks.

### Infinity, Inc.
Steel était l'un des principaux personnages de Infinity Inc. vol. 2, qui a fait ses débuts en septembre 2007. ["Update 2: DC Nation Panel From WW:LA". Newsarama. March 16, 2007. Retrieved January 28, 2011] Un an après la fin du projet Everyman. Natasha vit avec son oncle John Henry Irons et est en psychothérapie avec Erik, qui se réfère à elle comme «notre religion nationale» et Gerome. Un autre patient à long terme, l'adolescent Dale Smith, attaque son thérapeute et réalise ses pouvoirs en tant que vampire psychique. Smith prend le nom de "Kid Empty". Apparemment, un effet secondaire de la thérapie par exogène est qu'une fois que l'exogène lui-même est supprimé, les énergies déclenchées par la thérapie restent, réactivant le métagène d'une manière différente. Par conséquent, Natasha se retrouve en train de se tourner vers une substance semblable à celle du brouillard, McKenna gagne à se dupliquer, et Storn gagne une puissance. Le groupe gagne de nouveaux membres avec Mercy Graves et Lucia, un sujet de Everyman qui peut infliger une souffrance psychique aux autres. Dans le numéro 8, l'équipe gagne des costumes officiels et des noms de code, et poursuit sa première mission.
Lors de la fin très sollicitée pour la série, [Infinity Inc. vol. 2, #12 (October 2008)], les Infinitors sont enlevés par le Dark Side Club, en raison de la thérapie d'exogène, ils sont imprévisibles et indétectables par la technologie Apokoliptan et un atout dans la prochaine crise finale. Irons promet de parcourir la Terre pour sa nièce.
Au cours des derniers mois, John a travaillé avec Batman, Zatanna, Mister Miracle, Metal Men et divers autres génies techniques pour créer un nouveau corps pour Red Tornado. Malheureusement, le programme Amazo a infecté le nouveau corps. En travaillant ensemble, Batman et John ont utilisé les portes de téléportation de JLA pour envoyer Amazo dans un soleil rouge, après quoi ils ont complété un nouveau corps pour Red Tornado.
Lorsque Clock King prend le Dark Side Club de Darkseid, il «hérite» des Infinitors emprisonnés, alors, lorsque le Dark Side Club est finalement détruit, Miss Martian envoie un «courrier cérébral» à Irons, qui libère sa nièce, et sont enfin réunit avec elle.

### Superman
John Henry Irons a fait plusieurs apparitions dans la série Superman régulière de James Robinson. [Superman #686-687 (May–June 2009)] Il est attaqué par le méchant Atlas et rendu comateux. [Superman #690 (September 2009)] Pendant son séjour à l'hôpital, sa technologie permet de réparer les dégâts infligés à Metropolis. [Superman #692 (November 2009)] Il joue un rôle dans l'événement War of the Supermen, où il aide Superboy, The Guardian et Natasha à faire tomber le complot de Sam Lane ["DC's War of the Supermen, A 100 Minute War". Newsarama. Retrieved January 28, 2011.]. Il a sa revanche avec Atlas, ou il sort gagnant.
Steel est apparue plus tard comme l'un des anciens membres de JLA appelé à Washington D.C afin d'aider à percer un dôme énergétique massif qui avait encapsulé la ville. Après une série de tentatives échouées de percer le dôme, Steel suggère à Superman qu'il peut être trop puissant pour que les héros détruisent. [Justice League of America vol. 2, #51 (January 2011)]

### Règne de Doomsday
En janvier 2011, Steel est présentée dans une bande dessinée unique, écrite par le romancier de Doctor Who Steve Lyons. ["The characters take center stage in January". The Source. DC Comics.com. October 14, 2010. Retrieved January 28, 2011.] Sean Chen a d'abord été annoncé comme l'artiste, mais en raison de problèmes de planification, Ed Benes a repris les fonctions artistiques. ["DC Newcomer to Initiate Doomsday Return in Steel #1". Newsarama. Retrieved January 28, 2011.] Steel se trouve la seule personne qui peut défendre Metropolis d'une attaque de Doomsday. Au cours de la bataille, Doomsday développe inexplicablement l'armure métallique et le pouvoir de vol, contrecarrant les capacités de Steel. Steel tente d'immobiliser Doomsday avec des nanites, mais il les surpasse rapidement et le bat très mal. Doomsday reprend la forme Steel et s'envole avec lui. [Reign of Doomsday: Steel (March 2011)] Lorsque Steel se réveille pour se retrouver dans une prison dimensionnelle avec Superboy, Supergirl, l'Eradicator et Hank Henshaw, tous capturés par Doomsday, il spécule que Henshaw a été inclus dans le groupe pour les diviser et les empêcher de travailler ensemble pour trouver Une façon d'échapper. Leur exploration ultérieure de leur prison révèle qu'ils ont effectivement été capturés par des clones de Doomsday créés par Lex Luthor pour distraire les héros de la Terre alors qu'il cherchait le pouvoir de l'anneau de puissance noir, chaque clone Doomsday conçu pour éliminer le Superman, il a été envoyé après [Action Comics #900]

### The New 52
Dans The New 52 (un redémarrage de l'univers DC Comics), John Henry Irons apparaît d'abord dans Action Comics de Grant Morrison en tant que jeune scientifique travaillant sur le programme "Steel Soldier" du gouvernement. Il réprime après avoir vu le mauvais traitement de Superman par Lex Luthor (qui était sous le commandement du général Sam Lane pour le torturer). Irons quitte immédiatement . [Action Comics vol. 2, #2 (October 2011)] Lorsque John Corben fait un rampage après avoir enfilé le costume "Metal 0" du gouvernement, John Henry aide Superman à le combattre en utilisant son propre prototype d'armure pour la première fois, en téléchargeant un virus dans le costume Metal 0. Virus qu'il a conçu spécifiquement pour éteindre Métal 0, dans le cas où l'utilisateur aurait de mauvaises intentions. [Action Comics vol. 2, #4 (December 2011)]
John Henry apparaît également chez Animal Man lors du croisement de Rotworld, où il aide Buddy Baker lorsque le monde a été dépassé par The Rot, la force élémentaire de la pourriture. [Animal Man #13 (October 2012)]
Brainiac a utilisé Doomsday pour infecter Superman et distraire le monde comme Cyborg Superman et lui-même a essayé de voler les esprits de chaque personne sur terre. Steel fait équipe avec Lana Lang pour aider Superman et arrêter Brainiac. Par la suite, Lana et John ont commencé à sortir ensemble.
Steel est recruté lorsque Warworld apparaît au-dessus de la Terre. Il s'est associé à Batgirl et a été inséré secrètement sur la planète afin de neutraliser sa principale menace , un pistolet de craquage planétaire. Ils parviennent à le neutraliser. ["Batman/Superman" Annual (2014)]

## Autres versions

### DC: la nouvelle frontière
Dans la minisérie DC Comics: The New Frontier, un homme noir, John Wilson, prend le nom de "John Henry" en enfilant un capuchon noir sécurisé par un nœud de bourreau et produit un marteau pour tenter de venger sa famille, qui Ont été assassinés par le KKK. Il tue deux Klansmen et en blesse beaucoup plus avant d'être a son tour aussi blessé; Tout en se cachant dans une étable, il est découvert par une jeune fille blanche. Il est ensuite tué par les Klansmen. [DC: The New Frontier #4] John Henry Irons est vu dans l'épilogue à l'entrée près de la pierre tombale de John Henry. Cela permet de relier émotionnellement le héros Steel et son homonyme au héros populaire. [DC: The New Frontier #12]

### Kingdom Come
Dans les événements de la série Elseworlds 'Kingdom Come, Steel est venu rejoindre la faction de Batman, en raison de l'exil auto-imposé de Superman. Son costume doit maintenant son style à Batman, plutôt que Superman, et il porte une hache en forme de baton plutôt que son marteau. [ Kingdom Come #2]

### Hyper-Tension
Dans l'histoire "Hyper-Tension", dans la bande dessinée Superboy vol. 3 # 62, il montre un Steel dans une réalité alternative qui rejoint Black Zero, une version adulte alternative de Superboy (Kon-El) dans une guerre pour les droits de clone.

### Steel: Crucible of Freedom
Dans un conte Elseworlds présenté dans Steel Annual # 1, "Steel: Crucible of Freedom", John Henry est un esclave et un forgeron qui construit un costume d'armure pour son maître pour qu'il se batte dans la guerre civile. Cependant, comme son maître n'esseyera pas le costume pour les mesures, John est forcé de tenir lui-même le costume et l'utilise pour conduire les esclaves dans une révolte. Lorsque son fils et les enfants des autres esclaves se noient à cause de l'insouciance du surveillant . L'épilogue de l'histoire raconte comment, après des années passées à se battre pour la liberté de ses esclaves et à voyager dans les États-Unis en expansion, John Henry continue à devenir "steel drivin' man" du folklore américain.

### Superman vs the Terminator: Death to the Future
Dans le crossover Superman contre le Terminator: Death to the Future, Superman a été temporairement transféré dans l'avenir de l'univers Terminator, où il a rencontré une ancienne version de Steel qui a combattu aux côtés de la résistance de John Connor contre Skynet comme l'un des derniers héros costumés. De nombreux héros sont morts dans l'attaque de Skynet et il a opéré seul pour rencontrer la Résistance. Bien que vieux, Steel est resté aussi intelligente que jamais, ayant installé son marteau avec une unité d'activation vocale et anti-gravité qui lui a permis d'appeler son marteau dans le cas où il a été capturé, il utilise cette capacité quand lui et Superman sont capturés par Skynet.

### JLA / Avengers
Dans le crossover JLA / Avengers, Steel joue un rôle mineur, développant un pack de batterie pour le Flash afin qu'il ait accès à ses pouvoirs dans l'Univers Marvel - puisque la Speed Force n'existe pas dans le Marvel Universe, l'appareil de Steel permet à Wally d'absorber l'énergie Speed Force alors qu'il court dans l'univers DC qu'il peut utiliser lorsqu'il se trouve dans l'univers Marvel - apparaissant plus tard sur Paradise Island aux côtés du Flash pour empêcher la Vision, Quicksilver et la sorcière Scarlet d'acquérir le Evil Eye of Avalon . Il participe ensuite à la lutte contre les sbires de Krona lors de la bataille finale, luttant contre les Atlantes aux côtés de Namor, Beast, Plastic Man et Maxima.

### Injustice
Dans ce comics (dont les événements se situent sur une terre alternative), John Henry Irons meurt dans la destruction de Metropolis (causée par une bombe du Joker). Natasha Irons, sa nièce, reprendra son armure par la suite.

## Pouvoirs et Compétences
- John Henry Irons n'a pas de super-pouvoirs, mais il est un extraordinaire inventeur et ingénieur, et porte une armure indestructible qui lui donne comme pouvoirs le vol, la super-force et l'endurance. Il manie un grand marteau unique dont les dégâts sont proportionnels à la distance du lancer, et qui dispose d'un système de guidage intégré.

- Son armure est d'un acier indestructible mais sera régulièrement modifiée. Il a mis sur son armure le "S" de Superman en hommage à la mort (provisoire) de son héros Superman, mais après le retour de ce dernier, il retire le symbole. Il sera réintégré après, mais le symbole "S" est différent.

- Durant 52, son armure fut modifiée. Elle devient inoxydable et la force de l'acier et sa durabilité sont maintenant à un niveau surhumain. Il peut aussi générer assez de chaleur pour transformer le métal en liquide. Lex Luthor change son ADN sans son consentement.

## Autres médias

### Films

#### Steel
En 1997, un long-métrage fut réalisé sur ce personnage, mais l'histoire est presque totalement différente. Steel est interprété par la star de basket de la NBA, Shaquille O'Neal. Le personnage s'appelle bien John Henry Irons et a un marteau étonnamment puissant et armé, mais dans ce film, Steel ne vole pas et n'a pas de "S" sur sa poitrine, d'ailleurs il n'y a apparemment pas de Superman dans l'univers du film, mais Irons porte un tatouage avec le symbole de Superman et avec la légende "Man of Steel", tatouage que Shaq a réellement.

#### La Ligue des justiciers: Le Trône de l'Atlantide
Le personnage de John Henry Irons fait une petite apparition remarquée dans ce film: on le voit essayer de défendre un collègue de travail face à un soldat de l'Atlantide avec un marteau similaire à celui qu'il porte en tant que Steel. Il sera peu après sauvé par Superman.

#### La Mort de Superman
Dans ce film adaptant les évènements du comics La Mort de Superman, John Henry Irons est devenu un employé de S.T.A.R. Labs où il seconde le Dr. Silas Stone dans ses recherches sur la technologie d'Apokolips. A la fin du film, on le voit construire son armure.

#### Reign of the Supermen
À la suite de la mort de Superman dans le film précédent, John Henry Irons est devenu le super héros Steel, et poursuit l'œuvre de ce dernier, sans pour autant prétendre être le vrai Superman.

#### Justice League Dark: Apokolips War
Steel fait une apparition muette dans ce film, où il est vu en train de combattre les troupes de Darkseid aux côtés de Superboy et Shazam. Bien que cela ne soit pas montré à l'écran, il est probable qu'il ait perdu la vie au cours de la bataille à l'instar de ses deux camarades.

### Séries d'animations
John Henry Irons est apparu dans Superman, l'Ange de Metropolis (VO : Michael Dorn / VF : Bernard Métraux & Joël Martineau) dans La Ligue des justiciers (VO : Phil LaMarr / VF : Jérôme Frossard, Sébastien Desjours, Marc Saez). Et dans La Ligue des justiciers : Nouvelle Génération (VO : Zeno Robinson / VF : Frédéric Souterelle).
Dans Superman, l'Ange de Metropolis, Irons est un concepteur de LexCorp qui a travaillé à créer une combinaison pour la SCU Metropolis, mais le costume affecte les neurones et a des effets psychologiques néfastes sur son utilisateur. Encouragé par Superman, Irons travaille à la combinaison parfaite avec l'aide de sa nièce Natasha et devient "Steel" juste à temps pour aider Superman dans la bataille contre Metallo.
Steel devient plus tard un membre de la Justice League en 2004 et apparait régulièrement en compagnie de Superman et de Supergirl. Dans le dessin animé, il n'a ni la cape, ni le "S" de Superman sur sa poitrine.
Un John Henry Irons très jeune apparait également dans Justice League: The New Frontier.
John Henry Irons apparaît en tant que Steel dans la saison 3 de La Ligue des justiciers : Nouvelle Génération parmi les membres de la Ligue des Justiciers. Il est également ami avec Silas Stone, père de Victor Stone (qui deviendra plus tard le jeune héros Cyborg).

### Radio
Le producteur de radio britannique Dirk Maggs a produit une série de radio Superman pour BBC Radio 5 dans les années 1990. Lorsque l'histoire de "Death of Superman" s'est produite dans les bandes dessinées, Maggs a présenté une version très fidèle, bien que très réduite, du récit, qui a présenté Stuart Milligan comme Clark Kent / Superman, Lorelei King comme Lois Lane et William Hootkins comme Lex Luthor. John Henry Irons a été joué par l'acteur de cinéma Leon Hebert, qui par coïncidence apparut comme journaliste dans le premier film de Batman de Tim Burton. L'histoire a été emballée pour la vente en cassette et en CD en tant que Superman: Doomsday and Beyond au Royaume-Uni et comme Superman Lives! aux États-Unis.

### Séries télévisées
- 2021 : Superman et Loïs : interprété par Wolé Parks, John Henry Irons vient d'une Terre où Superman s'est rallié aux Kryptoniens pour la conquérir. Arrivée sur Terre-Prime sous le pseudonyme de Captain Luthor / The Stranger, il tente de tuer Superman pour l'empêcher de se retourner contre l'humanité.

### Jeux vidéo
Steel est un personnage principal dans le jeu vidéo beat-em up side-scrolling The Death and Return of Superman pour le Super NES et Genesis.
Steel apparaît dans le jeu vidéo 2002 Superman: The Man of Steel, exprimé par Billy Brown.
Steel apparaît dans le MMORPG DC Universe Online joué par Ken Thomas.